# Luan Madson Gedeão de Paiva
Luan Madson Gedeão de Paiva (* 11. August 1990 in São Miguel dos Campos, AL) ist ein brasilianischer Fußballspieler. Der mit dem rechten Fuß spielende Luan wird im Angriff eingesetzt.

## Karriere
Luan startete seine Laufbahn in der Jugendmannschaft des CA Sorocaba. Hier gelang ihm auch der Sprung in den Profikader. Sein erstes Spiel als Profi absolvierte 2009 im Copa do Brasil. Sein Debüt auf internationaler Klubebene gab er in der Copa Libertadores 2013. Nunmehr beim Atlético Mineiro spielend, ging es am 1. August gegen den FC São Paulo. 2011 war der Spieler an den Comercial FC ausgeliehen. Dieser unternahm im Juli 2011 eine Europareise. Im Zuge der Reise wurde Luan durch den FC Basel getestet. Im Uhrencup wurde der Spieler gegen West Ham United eingesetzt. Der FC Basel wollte den Spieler verpflichten, konnte aber keine Einigung mit seinem Stammklub CA Sorocaba erzielen.
Im Dezember 2019 wurde der Wechsel von Luan nach Japan bekannt. Er unterzeichnete beim V-Varen Nagasaki einen Vertrag über vier Jahre. Die Ablösesumme aus dem bis April 2022 laufenden Vertrag betrug 6,1 Millionen USD, von welchen 1,5 Millionen an Atlético Mineiro gingen. Mit dem Klub spielt Luan in der zweiten japanischen Liga, der J2 League. Hier blieb er bis zum Ende der Saison 2021 im Dezember des Jahres. Dann kehrte er in seine Heimat zurück, wo er im Februar 2022 einen Kontrakt beim Goiás EC unterschrieb. Der Kontrakt erhielt eine Laufzeit bis zum Ende der Série A 2022 im November des Jahres, wurde jedoch am 5. Mai vorzeitig beendete. Luan hatte seinen Vertrag offiziell wegen familiärer Probleme gekündigt.
Für die Saison 2023 erhielt Luan einen Kontrakt beim Mirassol FC. Mit dem Klub soll der Spieler in Staatsmeisterschaft von São Paulo 2023 und der Série B 2023 antreten. Soweit kam es dann nicht. Er bestritt im Februar nur einen acht–minütigen Einsatz und sein Vertrag dann im April im gegenseitigen Einvernehmen aufgelöst. Seitdem tingelt er durch unterklassige Klubs seiner Heimat.

## Erfolge
Atlético Sorocaba
- Staatspokal von São Paulo: 2008

Atlético Mineiro
- Campeonato Mineiro: 2013, 2015, 2017
- Copa Libertadores: 2013
- Recopa Sudamericana: 2014
- Copa do Brasil: 2014

Auszeichnungen
- Auswahlmannschaft der Staatsmeisterschaft von Minas Gerais: 2019 mit Atlético Mineiro